# Pierre Louis Jacquet
Pour les articles homonymes, voir Jacquet.
Pierre Louis Jacquet, né le 24 décembre 1688 à Rochefort et mort le 11 octobre 1763 à Liège (Principauté de Liège), était l’évêque auxiliaire de Jean-Théodore de Bavière, prince-évêque de Liège de 1737 à sa mort en 1763.

## Biographie
Chanoine de la Cathédrale de Liège, Jacquet est ordonné prêtre le 27 janvier 1737 : il a 48 ans. Le mois suivant, le 11 février 1737, il est ordonné évêque et nommé auxiliaire du prince-évêque de Liège, avec siège titulaire à Hippo Diarrhytus (de), l'ancien diocèse d’Afrique du Nord (région de Bizerte, en Tunisie) célèbre grâce à un de ses premiers évêques, Saint Augustin.

## Hommages
Jacquet fut pendant quelque temps au service de la curie romaine, comme en témoigne une plaque commémorative dans l’Église Santa Maria dell'Anima, à Rome. 
Sa demeure classée se situe à Rochefort au no 76 de la rue qui porte son nom.